# تل علي (سوريا)
تل علي أو كربجلي كما تعرف محليّاً، قرية سوريّة تتبع إداريّاً لمحافظة حلب منطقة جرابلس ناحية غندورة، بلغ تعداد سكانها 367 نسمة حسب التعداد السكاني لعام 2004.